# Hemadius oenochrous
Hemadius oenochrous là một loài bọ cánh cứng trong họ Cerambycidae.